# MGTU Moscou
Le MGTU Moscou est un club russe de volley-ball évoluant au plus haut niveau national (Superliga). Le club a également porté les noms de MGTU-Loujniki Moscou ou de Dynamo-MGTU Moscou.

## Palmarès
- Union soviétique
  - Coupe d'URSS : 1972, 1981
- Russie
  - Championnat de Russie : 2001

## Joueurs majeurs
- Roman Arkhipov  Russie (passeur, 1,91 m)
- Taras Khtey  Russie (central, 2,05 m)
- Rouslan Olikhver  Russie (central, 2,01 m)